# Steffen Kaltschmid
Steffen Kaltschmid (* 7. November 1974 in Heidenheim an der Brenz) ist ein deutscher Komponist.

## Leben
Steffen Kaltschmid besuchte das Margarete-Steiff-Gymnasium in Giengen und erhielt von 1988 bis 1994 Unterricht an der Giengener Musikschule in den Fächern Schlagzeug, Klavier, Komposition, Arrangement, Harmonielehre und Gehörbildung. Er spielte sowohl in der Small- und Bigband der Musikschule sowie in anderen Bands und schrieb erste Arrangements und Kompositionen. Er beendete die Schule vor dem Abitur, und absolvierte nach dem Zivildienst 1995 eine Ausbildung zum Tonassistenten an der School of Audio Engineering.
Ab 1995 studierte er am Richard-Strauss-Konservatorium München Jazz mit Hauptfach Schlagzeug und Klavier als Nebenfach und schloss das Studium im Jahr 2000 ab. Während seines Studiums war er in den Jahren 1997 und 1998 Schlagzeuger beim Landesjugendjazzorchester Bayern. Ab 2001 erhielt er zudem von Vladimir Genin Unterricht in Komposition und Orchestrierung.
Kaltschmid arbeitet seit 1999 als freischaffender Filmkomponist und komponierte Musik für über 100 Produktionen.
Für die Musik zum Dokumentarfilm Wildes Karelien – Land der Braunbären und Singschwäne wurde Steffen Kaltschmid 2015 in der Kategorie „Beste Musik“ beim Internationalen Naturfilmfestival Green Screen nominiert.

## Filmografie (Auswahl)
- 2007: Bernd das Brot
- 2009: Die Stimme des Adlers
- seit 2010: Tatort (Fernsehreihe)
  - 2010: Absturz
  - 2010: Die Unmöglichkeit, sich den Tod vorzustellen
  - 2011: Ein ganz normaler Fall
  - 2014:  Der Fall Reinhardt
  - 2016: Narben
  - 2017: Nachbarn
- 2010: CHI RHO – Das Geheimnis
- 2011: Die Verführung – Das fremde Mädchen
- 2011–2016: Nord Nord Mord (Fernsehserie)
  - 2011: Nord Nord Mord
  - 2011: Clüver und die fremde Frau
  - 2015: Clüvers Geheimnis
  - 2016: Clüver und der tote Koch
- 2011: Ein starkes Team – Gnadenlos
- 2012: Willkommen im Krieg
- 2012: Kommissar Stolberg – Die Unsichtbaren
- 2013: Eine unbeliebte Frau
- 2013: Tot im Wald
- 2014: Dora Heldt: Unzertrennlich
- 2014: Die Pilgerin
- 2014: Wildes Karelien – Land der Braunbären und Singschwäne
- 2014: Reiff für die Insel – Katharina und die Dänen
- 2015: Reiff für die Insel –  Katharina und der Schäfer
- 2015: Süßer September
- ab 2015: Kommissar Dupin (Fernsehreihe)
  - 2015: Bretonisches Gold
  - 2017: Bretonischer Stolz
  - 2017: Bretonische Flut
  - 2018: Bretonisches Leuchten
  - 2019: Bretonische Geheimnisse
  - 2020: Bretonisches Vermächtnis
  - 2021: Bretonische Spezialitäten
  - 2022: Bretonische Idylle
  - 2023: Bretonische Nächte
- 2016: Dresden Mord: Nachtgestalten
- 2016: Wilsberg: Mord und Beton
- 2017: Verliebt in Amsterdam
- 2018: Getrieben
- seit 2020: Ein Tisch in der Provence
- 2022: Der Barcelona-Krimi: Der längste Tag
- 2022: Der Barcelona-Krimi: Der Riss in allem

## Diskografie
- 2014: Die Pilgerin (Soundtrack)